# NISSAY ALL TIME HITS
NISSAY ALL TIME HITS（にっせい オールタイムヒッツ）は、TOKYO FM系でAM9:30～9:55 （JST表記、一部地域では放送時間が異なった）に放送されたラジオ番組であった。提供は日本生命保険。
前番組で1996年4月〜1998年3月の2年間放送された『NISSAY 一路真輝の小さな物語』を全面的にリニューアルし、音楽に重きを置いて番組を展開した。
パーソナリティは1998年4月から9月までは「-小さな物語」に引き続き、元宝塚歌劇団雪組トップスターで女優の一路真輝 （タイトル名は『NISSAY 一路真輝のALL TIME HITS』） で、同年10月からは当時フリーになったばっかりの松宮一彦 （タイトル名は『NISSAY 松宮一彦のALL TIME HITS』）であった。
テレビ番組『速報!歌の大辞テン』のように過去のヒットチャートを紹介するコーナーが人気があった。
放送終了間際の最後の1ヶ月間（1999年3月）の放送は、番組名からNISSAYの冠が外れ、スポンサー読み上げもなく、CMも挿入されなかった。理由は不明。
後番組は「中山秀征のオス・メス・キッス」（現在の『中山秀征のJAPAN RHYTHM』）